# Paul Sydow
Paul Sydow, född 1 november 1851 i Gallies, Pommern, död 1925 i Sophienstädt vid Strausberg, var en tysk mykolog.
Sydow var tillsammans med sonen Hans Sydow främst uredinacéforskare, utgivare av några mycket omfattande exsickatverk och flera skrifter, däribland Monographia uredinearum (1902–24) och "Annales mycologici" (från 1903). Deras stora mikromycetherbarium (inemot 70 000 nummer) inköptes 1919 av ett antal svenska mecenater och skänktes till Naturhistoriska riksmuseets botaniska avdelning.
Auktorsnamnet P.Syd. kan användas för Paul Sydow i samband med ett vetenskapligt namn inom botaniken; se Wikipediaartiklar som länkar till auktorsnamnet.